# Institut for Matematik og Datalogi
Institut for Matematik og Datalogi (forkortet IMADA) er et institut under Det Naturvidenskabelige Fakultet ved Syddansk Universitet i Odense.
IMADA's datalogiske afdelings største forskningsgruppe forsker i algoritmik. Institutlederen er Martin Svensson, som tidligere besad stillingen som lektor i matematik ved instituttet.

## Uddannelser
| Bachelor og kandidat - Anvendt matematik - Datalogi - Matematik - Matematik-Økonomi (cand.scient.oecon.) - Kunstig intelligens | Kandidat - Data Science - Datalogi (erhvervskandiat) | Master - Naturfagsundervisning - Matematik |

Desuden udbydes ph.d. i datalogi, matematik, statistik, samt naturvidenskabelig og matematisk uddannelse.